# Escuts i banderes de la Plana Alta
Els escuts i banderes de la Plana Alta són els símbols representatius dels municipis i entitats de població que integren la comarca valenciana de la Plana Alta. En este article s'inclouen els símbols locals de la comarca aprovats, modificats o rehabilitats per la Generalitat Valenciana o per l'Estat abans de la transferència de competències, així com els que són usats pels respectius ajuntaments tot i no ser oficials.

## Escuts oficials

Escut d'Almassora Aprovat el 21 d'abril de 1966.
Escut de Benlloc Aprovat el 19 de febrer de 2004.
Escut de Benicàssim Aprovat el 7 de maig de 1976[3] i modificat el 7 de gener de 1993.
Escut de Borriol Aprovat l'1 de juny de 2022.
Escut de Cabanes Aprovat el 26 d'octubre de 2000.
Escut de Castelló de la Plana Aprovat el 19 d'agost de 1939.
Escut de les Coves de Vinromà Aprovat el 27 de juliol de 2018.
Escut d'Orpesa Aprovat el 20 de juny de 2000.
Escut de Sant Joan de Moró Aprovat el 28 de juliol de 1994.
Escut de la Torre d'en Doménec Aprovat el 4 de desembre de 2002.
Escut de Torreblanca Aprovat el 26 de maig de 2006.
Escut de Vilanova d'Alcolea Aprovat el 12 de desembre de 2000.

## Escuts sense oficialitzar

Escut de la Pobla Tornesa
Escut de la Serra d'en Galceran
Escut de la Vall d'Alba
Escut de Vilafamés

## Banderes oficials

Bandera de Benicàssim Aprovada el 28 de setembre de 1989.
Bandera d'Orpesa Aprovada el 15 de novembre de 2010.
Bandera de Sant Joan de Moró Aprovada el 3 de maig de 2001.
Bandera de la Torre d'en Doménec Aprovada el 14 de febrer de 2017.
Escut de Vilanova d'Alcolea Aprovada el 4 de juliol de 2003.

## Banderes sense oficialitzar

Bandera de Borriol
Bandera de Castelló de la Plana
Bandera de les Coves de Vinromà